# Hutt Miklós
Hutt Miklós (Bécs, 1816 – Esztergom, 1892) osztrák származású esztergomi ácsmester volt.

## Élete és munkássága
Bécsben született, később munkája révén Esztergomba költözött. 1852-ben megvásárolta az akkori Színház utcában (ma Lőrinc utca) található fatelepet. 1867-ben Gárdonyi Antal színigazgató javaslatot tett egy nyári színkör felépítésére a Sas-kertben, amelynek kivitelezésére Hutt Miklóst szemelték ki. A Szépítészeti Bizottság azonban elutasította a tervet, így végül Hutt 1868-ban saját telkén építette fel az első esztergomi színkört. Az itt bemutatott darabok között szerepeltek többek között Katona József, Szigligeti Ede, Szigeti József, valamint Shakespeare, Molière és Schiller művei. A színpadon olyan neves művészek is felléptek, mint Blaha Lujza, Feleki Miklós és Haraszthy Hermin. A színkör 1900-ig működött.
Ácsmesterként jelentős építkezésekben vett részt: cége készítette az Esztergomi Bazilika oszlopcsarnokának állványzatát, közreműködött az esztergomi református templom építésében, amelyet 1889-ben adtak át, valamint az egyházmegye uradalmainak különböző ácsmunkáiban is szerepet vállalt.
Esztergom egyik leggazdagabb polgáraként és virilistaként tagja volt a városi képviselőtestületnek, és a vármegye 42. legnagyobb adófizetőjeként tartották számon.